# Calochilus psednus
Calochilus psednus är en orkidéart som beskrevs av David Lloyd Jones och Peter S. `Bill' Lavarack. Calochilus psednus ingår i släktet Calochilus och familjen orkidéer.
Artens utbredningsområde är Queensland. Inga underarter finns listade i Catalogue of Life.